# (22351) Yamashitatoshiki
(22351) Yamashitatoshiki est un astéroïde de la ceinture principale découvert en 1992.

## Description
(22351) Yamashitatoshiki a été découvert le 19 octobre 1992 à l'observatoire de Kitami, situé à l'est d'Hokkaidō (Japon), par Kin Endate et Kazuro Watanabe.

### Caractéristiques orbitales
L'orbite de cet astéroïde est caractérisée par un demi-grand axe de 2,28 UA, un périhélie de 1,80 UA, une excentricité de 0,21 et une inclinaison de 6,92° par rapport à l'écliptique. Du fait de ces caractéristiques, à savoir un demi-grand axe compris entre 2 et 3,2 UA et un périhélie supérieur à 1,666 UA, il est classé, selon la JPL Small-Body Database, comme objet de la ceinture principale.

### Caractéristiques physiques
(22351) Yamashitatoshiki a une magnitude absolue (H) de 14,4 et un albédo estimé à 0,076.